# Đậu Diệu
Hoàn Tư Đậu hoàng hậu (chữ Hán: 桓思竇皇后; ? - 172), cũng gọi Trường Lạc Thái hậu (長樂太后), là Hoàng hậu thứ ba của Hán Hoàn Đế Lưu Chí - Hoàng đế Đông Hán trong lịch sử Trung Quốc.
Sau khi hai vị Hoàng hậu của Hán Hoàn Đế là Ý Hiến Lương hoàng hậu và Phế hậu Đặng thị lần lượt qua đời, Đậu thị kế vị Trung cung, nhưng không được Hoàn Đế sủng ái. Dưới thời Hán Linh Đế, bà trở thành Hoàng thái hậu nhiếp chính, gia tộc cậy thế ngoại thích khống chế triều đình. Về sau Đậu gia thất thế và bị lưu đày, Đậu thái hậu cũng bị quản thúc rồi đổ bệnh qua đời. 

## Tiểu sử
Hoàn Tư Đậu hoàng hậu, húy Diệu (妙), nguyên quán ở huyện Bình Lăng, quận Phù Phong (nay là phía Tây Bắc Hàm Dương, tỉnh Thiểm Tây). Đậu Diệu xuất thân danh môn Phù Phong Đậu thị (扶風竇氏), thủy tổ Đại tư không An Phong Đái hầu Đậu Dung (竇融), hậu duệ 7 đời của Đậu Quảng Quốc (竇廣國) - em trai Hiếu Văn Đậu hoàng hậu. Thời Đông Hán, Đậu Dung trở thành khai quốc công thần khi phò trợ Hán Quang Vũ Đế, trở thành một trong Vân Đài nhị thập bát tướng. Chương Đức Đậu hoàng hậu và Đậu Hiến là cháu của Đậu Dung.
Tổ phụ của Đậu Diệu tên Đậu Phụng (竇奉), là Thái thú Định Tương, một tằng tôn của Đậu Dung. Thân phụ bà là Đậu Vũ, một quan đại thần bậc trung trong chính quyền Hán Hoàn Đế và là một học giả Nho giáo nổi tiếng. Sau sự kiện Chương Đức hậu và Đậu Hiến, nhà họ Đậu bị biếm truất về cố hương. Đậu Vũ tuổi trẻ giỏi võ, danh tiếng vang khắp vùng Quan Tây.
Năm Diên Hi thứ 8 (165), Đặng Mãnh Nữ - Hoàng hậu thứ hai của Hán Hoàn Đế bị phế. Cùng năm, Đâu Diệu nhập cung trở thành phi tần, phong vị Quý nhân, cha bà Đậu Vũ thăng làm Lang trung. Ngày 20 tháng 10, Đậu quý nhân được lập làm Kế hậu.
Đậu hoàng hậu không được Hán Hoàn Đế sủng ái, thay vào đó người ông yêu thích nhất là Thải nữ Điền Thánh (田聖). Điền thị xuất thân thấp kém, do vậy ngôi Hậu thuộc về Đậu Diệu có gia thế quyền quý hơn. Cha bà Đậu Vũ, nhờ vị trí ngoại thích mà được thăng từ Lang trung lên "Việt kỵ hiệu úy", tước Hòe Lý hầu (槐里侯), thực ấp 5.000 hộ. Sang năm (166), Đậu Vũ được bái Thành môn Giáo úy (城门校尉). Trong thời gian nhậm chức, Đậu Vũ mộ binh danh sĩ, liêm khiết làm việc công, không tiếp thu tặng lễ hối lộ, trong nhà chỉ đủ ăn đủ mặc.
Năm Vĩnh Khang nguyên niên (167), vào giai đoạn đầu của Đảng Cố chi họa (黨錮之禍), Đậu Vũ đã can thiệp thay mặt cho các đại thần bị các hoạn quan chuyên quyền lấn át và ngăn cản tử hình các Nho sĩ. Nhờ thành tích trên, cha con Đậu Vũ và Đậu hậu được xem như niềm hi vọng để chống lại nạn hoạn quan.

## Lâm triều xưng chế
Năm Vĩnh Khang nguyên niên (167), mùa đông, ngày 28 tháng 12, Hán Hoàn Đế băng hà. Đậu hậu trở thành Hoàng thái hậu. 
Vì Hán Hoàn Đế qua đời mà không có con, Đậu thái hậu tiến hành chọn người kế vị. Cha Thái hậu là Thành môn Giáo úy Đậu Vũ dò hỏi Ngự sử người Hà Giang tên Lưu Thúc xem trong Hà Giang ai đủ ưu tú, Lưu Thúc tiến cử Giả Độc hầu Lưu Hoành (劉宏). Đậu Vũ vào cung báo lên Thái hậu, bà bèn phái Lưu Thúc cầm Phù tiết, xuất Tả hữu Vũ Lâm quân đến Hà Giang nghênh đón Lưu Hoành vào cung. 
Năm Kiến Ninh nguyên niên (168), ngày 21 tháng 1, Lưu Hoành 12 tuổi đăng cơ, tức Hán Linh Đế. Đậu thái hậu lâm triều xưng chế. Thành môn Giáo úy Đậu Vũ được Thái hậu phong làm Đại tướng quân, cùng Thái phó Trần Phồn và Tư đồ Hồ Quảng (鬍廣) cùng làm phụ chính cho Hán Linh Đế. Anh trai Thái hậu là Đậu Cơ (窦机) nhậm Vị Dương hầu (渭暘侯), nhậm chức Thị trung; cháu Đậu Thiệu (窦绍) được phong Vu hầu (雩侯), nhậm Bộ binh Giáo úy (步兵校尉), chưởng quản 1 trong 5 quân ở Bắc Doanh, em trai Đậu Thiệu là Đậu Tỉnh (窦靖) phong Tây Hương hầu (西鄉侯), nhậm Thị trung, giám sát Vũ Lâm tả kỵ. Từ đây nhà họ Đậu khống chế triều đình.
Khi nhiếp chính, Đậu thái hậu được đánh giá là siêng năng và quan tâm đến triều chính, bao gồm cả việc dập tắt các cuộc nổi dậy của tộc người Khương. Bà điều tướng Đoàn Quýnh (段熲) đi đánh Khương tộc, và đã thành công. Mặc dù nhà Đông Hán dập tắt được cuộc nổi dậy người Khương nhưng hao tổn nhiều nhân lực, quân phí lên đến ba bốn chục tỷ lạng, ngân sách bị thâm hụt, nhân dân thống khổ, mâu thuẫn giai cấp càng sâu sắc. Bà còn được nhận định có tính ghen tuông tàn nhẫn. Trước khi Hán Hoàn Đế lâm chung đã tấn phong phi tần ông sủng ái là Điền thải nữ lên làm Quý nhân, địa vị chỉ thua Hoàng hậu. Hoàn Đế vừa băng hà, Đậu thái hậu đã giết chết Điền Thánh với lý do tuẫn táng Tiên đế. Ngoài ra bà còn định hạ độc thủ với những phi tần được Hoàn Đế sủng, nhờ Trung thường thị Quản Bá (管霸) khổ sở khuyên can, Đậu thái hậu mới thôi.

## Gia tộc thất thế
Sau khi nắm đại quyền, Đậu Vũ và Trần Phồn đều muốn cố gắng khôi phục lại trật tự của nhà Hán, tiêu diệt sách quyền lực của các hoạn quan. Hai người khôi phục lại tước vị của những nạn nhân bị các hoạn quan buộc tội trước đây, biến họ thành thế lực chóng lại hoạn quan.
Năm Kiến Ninh nguyên niên (168), Đậu Vũ và Trần Phồn lên kế hoạch trừ khử các hoạn quan do Vương Phủ (王甫) cùng Tào Tiết cầm đầu. Trần Phồn nói:"Trung thường thị Tào Tiết, Vương Phủ khi hầu cận Tiên Đế đã làm dấy động chính sự quốc gia, chướng khí mù mịt, bá tánh hỗn loạn, tội họa chính là bọn họ. Hiện tại không giết bọn chúng, đại sự không thành". Đậu Vũ phi thường tán thành, sau đó sắp đặt các thân tín là Thượng thư lệnh Doãn Huân (尹勋), Thị trung Lưu Du (刘瑜), lại mời Thái thú Việt Tây là Tuân Dực (荀翌) làm Tòng sự Trung lang, người Dĩnh Xuyên là Trần Thực làm Duyện thuộc, đồng thương định kế sách, văn sĩ khắp thiên hạ không ai là không phấn chấn.
Tháng 5, nhân sự kiện nhật thực, Trần Phồn bàn với Đậu Vũ thời cơ đã đến, nên Đậu Vũ vội vào cung tấn kiến, xin Đậu thái hậu chủ trì tru sát các hoạn quan là Vương Phủ cùng Tào Tiết, nói:"Hán chế, Hoàng môn cùng Thường thị chỉ đảm đương công việc tỉnh nội. Hiện tại, bọn họ được tham dự chuyện chính sự, tử đệ phát triển, tàn hại tham lam. Thiên hạ suy vi, chính là như vậy. Thần thỉnh Thái hậu tru sát toàn bộ, tẩy trần triều đình". Đậu thái hậu vốn được các hoạn quan khéo lấy lòng nên không đồng tình với ý định của Đậu Vũ, nói:"Triều đình tự xưa đến nay, chuyện này là thường tình. Bây giờ tru sát, liệu có diệt hết nổi không?". Với sự phản đối của Đậu thái hậu, kế hoạch này đã bị trì hoãn.
Tháng 8, sao Thái Bạch xuất hiện, Lưu Du viết thư khuyên Đậu thái hậu xuất tay, nói:"Sao Thái Bạch ở phía tả, thượng tương tinh nhập thái vi, biểu hiện cửa cung bị phong bế, gian tà có lợi. Xin bệ hạ chủ quyết để phòng hậu hoạn", sau đó cũng nội dung ấy mà viết cho Trần Phồn cùng Đậu Vũ, khuyên răn đại sự không thể đợi được nữa. Thế là Đậu Vũ dùng quyền thủ phụ ra lệnh bãi miễn Hoàng môn lệnh Ngụy Bưu (魏彪), lấy người của mình là Tiểu hoàng môn Sơn Băng (山冰) thay thế, lại bắt giam Trường Lạc Thượng thư Trịnh Táp (郑飒) vốn là kẻ giảo hoạt vào Bắc ngục. Trần Phồn khuyên nên giết Trịnh Táp, nhưng Đậu Vũ không nghe, lệnh Sơn Băng cùng Doãn Huân thẩm vấn, lời khai khai ra Tào Tiết cùng Vương Phủ, thế là lại tra khảo Tào, Vương trong ngục.
Hoạn quan Chu Vũ (朱瑀) là người được phong làm Tư lệ Giáo úy (司隶校尉), nhìn lén tấu chương phát hiện kế hoạch Trần Phồn cùng Đậu Vũ lên kế hoạch giết toàn bộ hoạn quan, Vũ tri hô:"“Hoạn quan phóng túng phi pháp đương nhiên có thể sát. Ta có tội gì? Vì lý gì phải cũng bị diệt tộc?", thế là Chu Vũ lên một âm mưu với 17 hoạn quan khác để phát động chính biến chống Trần Phồn và Đậu Vũ. Tào Tiết cùng các hoạn quan khác vào tẩm cung bắt cóc Hán Linh Đế, bàn mưu cùng nhau làm ra một chiếu chỉ giả, bổ nhiệm Trường lạc thực giám Vương Phủ làm Hoàng môn lệnh (黄门令), mang quân giết Doãn Huân cùng Sơn Băng để giải cứu Trịnh Táp, sau đó họ vào cung bắt cóc Đậu thái hậu để đoạt tỉ thụ, ban hành chiếu lệnh sai Trịnh Táp cấm Tiết phù để bắt Đậu Vũ. Biết sự việc đại họa, Đậu Vũ giết chết sứ giả, chỉ huy mấy ngàn quân đóng ở Đô Đình (thuộc Lạc Dương, Hà Nam, Trung Quốc), giao chiến ác liệt với quân Hổ bôn và quân Vũ lâm của Vương Phủ, nhưng cuối cùng ông bị thua trận và buộc phải tự sát. Trần Phồn cũng tham chiến và bị bắt giết.
Sau đó, Đậu Vũ cùng Trần Phồn bị bêu đầu ở kinh thành Lạc Dương, gia đình ông bị lưu đày đến quận Nhật Nam (thuộc Trung Bộ Việt Nam hiện nay), những người trong họ và tân khách bị giết chết. Đậu thái hậu bị buộc phải rút lui khỏi vai trò nhiếp chính và bị quản thúc ở Nam Cung, tức Trường Lạc cung.
Năm Kiến Ninh thứ 2 (169), Hán Linh Đế đón mẹ ruột là Đổng thị vào cung, tôn xưng Vĩnh Lạc cung Hiếu Nhân hoàng hậu (永樂宮孝仁皇后). Cháu Đổng hậu là Đổng Trọng được vào triều làm Phiêu kỵ tướng quân. Tháng 4 năm đó, Đại tư nông Trương Hoán (张奂) dân tấu:“Hoàng thái hậu tuy cư Nam Cung, mà ân lễ không tiếp, triều thần không nói, xa gần thất vọng”. Lang trung Tạ Bật (谢弼) cũng khuyên Linh Đế nghĩ lại công lao Đậu thái hậu lập mình lên nên mới có ngày nay, nếu Linh Đế đã tôn Hoàn Đế làm Phụ hoàng thì nên dùng Mẫu hậu lễ để đối đãi với Thái hậu. Những lời này của Tạ Bật đã phạm vào đại kị, do vậy dần bị Hán Linh Đế xa lánh, cuối cùng bị bọn hoạn quan Tào Tiết hại.
Năm Kiến Ninh thứ 4 (171), ngày 1 tháng 10, Hán Linh Đế niệm tình Đậu thái hậu lập mình lên ngôi, nên suất lĩnh quần thần đến Nam Cung triều bái Thái hậu. Thái giám Đặng Manh (董萌) do đó đã cố gắng khuyên can Hán Linh Đế trên danh nghĩa của Đậu thái hậu, tin rằng Đậu thái hậu vô tội trong vụ chính biến. Ban đầu Hán Linh Đế tin là thật, sau đó nhiều lần đến thăm hỏi Đậu thái hậu và cung cấp nhiều đồ dùng quý cho bà. Điều này làm cho bọn hoạn quan Tào Tiết căm ghét Đặng Manh, vu cáo Đặng Manh tội bôi nhọ Đổng hậu. Đặng Manh bị giam giữ và xử tử.

## Băng thệ nghị tang
Năm Hi Bình nguyên niên (172), tháng 6, mẹ của Thái hậu qua đời khi lưu đày, Thái hậu đổ bệnh. Ngày 10 tháng 6 (tức ngày ngày 17 tháng 8 dương lịch), Hoàng thái hậu Đậu thị băng ở Nam Cung, không rõ bao nhiêu tuổi, tại vị 7 năm.
Các hoạn quan vẫn rất oán hận Đậu thái hậu, dùng xe đưa thi thể bà ở chợ Nam mấy ngày, còn tính dùng lễ Quý nhân an táng. Vẫn là Hán Linh Đế niệm tình Thái hậu, nói:"Thái hậu thân lập Trẫm, thống thừa đại nghiệp. Kinh Thi viết:'Vô đức bất báo, vô ngôn bất thù', huống hồ bây giờ lại dùng lễ Quý nhân chứ?", do đó Linh Đế kiên quyết phát tang. Tào Tiết không muốn thế, kiến nghị đưa bà đi nơi khác an táng, đem di thể Phùng Quý nhân hợp táng với Hán Hoàn Đế. Hán Linh Đế vì thế đưa ra tranh nghị, lệnh Trung thường thị Triệu Trung tham nghị.
Quần thần đều bảo vệ tư cách của Thái hậu, có Thái úy Lý Hàm (李咸) bệnh đã liệt giường vẫn kiên quyết tham gia, tay còn mang thuốc độc, ông nói với vợ rằng rằng:"Nếu Hoàng thái hậu không xứng hợp táng với Hoàn Đế, thì ta không thiết sống quay về nhà làm gì!". Khi tham nghị, người ngồi hơn 100 người, im lặng một hồi lâu thì Đình úy Trần Cầu (陈球) tâu:"Hoàng thái hậu phẩm đức cao thượng, xuất thân trong sạch, mẫu lâm thiên hạ, phối thời với Tiên Đế, không chỗ nào không đúng!". Triệu Trung xin Trần Cầu nghị bút để tường trình nghị sự, Trần Cầu viết:"Hoàng thái hậu chính vị Tiêu Phòng, có đức độ của bậc mẫu nghi. Gặp nguy biến, viện lập Thánh minh thừa kế tông miếu, công lao to lớn. Tiên Đế án giá, Thái hậu bị giam cầm trong cung trống, bất hạnh sớm mất. Nhà họ Đậu tuy bị hạch tội, nhưng sự việc chẳng hề liên can tới Thái hậu. Nay nếu không táng, sẽ thành sự thất vọng của cả thiên hạ! Hơn nữa mộ của Phùng Quý nhân bị trộm, hài cốt tổn hại, lấy gì xứng để hợp táng cùng Tiên Đế?!”. Trần Trung xem xong, tức giận đến sắc mặt đại biến, nhưng cũng chỉ có thể nuốt bồ hòn làm ngọt. Toàn bộ triều đình do Thái úy Lý Hàm cổ động lên tiến đồng tán thành với nghị thư của Trần Cầu.
Đám người Vương Phủ cùng Tào Tiết vẫn không chịu được uất hận, dâng tấu nói:"Lương Hoàng hậu là chính thê của Tiên Đế. Sau nhà họ Lương phạm đại tội, mới đem Lương hoàng hậu truất khỏi Ý Lăng vậy. Vũ Đế trách Vệ Hoàng hậu phạm đại tội, chỉ lấy Lý Phu nhân hợp táng. Nay gia tộc họ Đậu phạm phải tội to, như thế nào còn có thể xứng phối thờ với Tiên Đế?!". Thái úy Lý Hàm liền dâng sớ bác bỏ, trong sớ viết:"Thần nhớ Chương Đức Đậu hậu mưu hại Cung Hoài hoàng hậu, An Tư Diêm hậu cùng gia tộc phạm ác nghịch, mà Hoàn Đế vẫn không dị nghị chuyện tang nghi, đến Thuận Đế cũng không biếm hàng. Còn như Vệ hậu, Vũ Đế tự mình ruồng bỏ, không thể so sánh. Nay Trường Lạc Thái hậu vẫn giữ tôn hiệu, từng có thời gian xưng Chế, lại có công lao lập thánh quân, quang long hoàng tộ. Hoàng thái hậu đã lấy Bệ hạ làm con, thì Bệ hạ há đến không lấy ngài làm mẹ! Tử vô truất mẫu, thần vô biếm quân, hợp táng Tuyên lăng, nhất như cựu chế!”.
Hán Linh Đế quyết định chiếu theo lệ cũ, bác bỏ lời của bọn Tào Tiết, mới hợp táng Đậu thái hậu vào Tuyên lăng (宣陵) cùng Hán Hoàn Đế, truy dâng thụy hiệu là Hoàn Tư hoàng hậu (桓思皇后).